# Wennington, London
Wennington är en by i Havering i Storlondon i England. Byn nämndes i Domedagsboken (Domesday Book) år 1086, och kallades då Wemtuna.